# Nguyễn Phúc Trinh Đức
Nguyễn Phúc Trinh Đức (chữ Hán: 阮福貞德; 1818 – 30 tháng 9 năm 1863), phong hiệu An Trang Công chúa (安莊公主), là một công chúa con vua Minh Mạng nhà Nguyễn trong lịch sử Việt Nam.

## Tiểu sử
Công chúa Trinh Đức sinh năm Mậu Dần (1818), là con gái thứ bảy của vua Minh Mạng, mẹ là Tài nhân Trần Thị Tiêm. Công chúa là người con duy nhất của bà Tài nhân.
Năm Thiệu Trị thứ 3 (1843), chúa Trinh Đức lấy chồng là Phò mã Đô úy Trần Văn Thịnh, người Gia Định, là con trai của Thị lang bộ Công Trần Văn Tính. Công chúa và phò mã có với nhau hai con gái.
Năm Tự Đức thứ 7 (1854), bà chúa Trinh Đức được phong làm An Trang Công chúa (安莊公主). Năm thứ 32 (1879), Kỷ Mão, phò mã Thịnh mất.
Năm Tự Đức thứ 16 (1863), Quý Hợi, ngày 18 tháng 8 (âm lịch), công chúa Trinh Đức qua đời, thọ 46 tuổi, thụy là Trang Thuận (莊順). Tẩm mộ của bà tọa lạc ở phía bắc đồi Vọng Cảnh, thuộc phường Thủy Biều, thành phố Huế.